# 東尼·霍克 (運動員)
東尼·霍克（英語：Tony Hawk，本名安東尼·弗蘭克·霍克；1968年5月12日—）是一名滑板選手和演員。

## 外部連結
- 官方网站
- 東尼·霍克在互联网电影资料库（IMDb）上的資料（英文）